# Deutscher Sportclub für Fußball-Statistiken
 (juillet 2025).
Si vous disposez d'ouvrages ou d'articles de référence ou si vous connaissez des sites web de qualité traitant du thème abordé ici, merci de compléter l'article en donnant les références utiles à sa vérifiabilité et en les liant à la section « Notes et références ».
Le Deutsche Sportclub für Fußball-Statistiken (DSFS) (en français : Club sportif allemand pour les statistiques du football), est la plus grande association de statisticiens du football en Allemagne.

## Histoire
La DSFS est fondée le 1er juillet 1971 en tant qu'organisation des statisticiens allemands du football. Elle s'occupe de l'enregistrement statistique du football national et international dans le passé et le présent. La DSFS est une association enregistrée, reconnue d'utilité publique, dont le siège est à Wiesbaden. L'association, qui compte environ 400 membres, comprend également des auteurs renommés d'histoire du football tels que Hardy Grüne (de) et des membres de pays européens. Les plus de 200 membres actifs de la DSFS sont organisés au niveau régional. Ils sont également les interlocuteurs des médias régionaux et suprarégionaux ainsi que des fédérations et des clubs sur le thème du football.
Les résultats de son travail sont documentés dans plus de 260 livres à ce jour. Les résultats, les tableaux et les statistiques des clubs et des joueurs y sont publiés. La plus connue de ces publications est l'annuaire Deutscher Fußball-Almanach (jusqu'en 2009 : Deutschlands Fußball in Zahlen). En outre, des archives sont tenues, dans lesquelles les données sont rassemblées et mises à la disposition des membres en cas de besoin.

## Organisation et activiés
L'association est dirigée par un comité directeur. Il est composé de six membres et d'un directeur. En outre, plusieurs directions de projet sont impliquées dans les activités quotidiennes.
Les directions régionales de projet ont la structure suivante :
- la région Nord (Hambourg, Schleswig-Holstein, Basse-Saxe, Brême),
- la région Nord-Est (Mecklembourg-Poméranie occidentale, Brandebourg, Berlin, Saxe-Anhalt, Thuringe, Saxe),
- la région Ouest (Westphalie, Rhin inférieur, Rhin moyen),
- la région Sud-Ouest (Sarre, Rhénanie, Sud-Ouest),
- la région de Hesse,
- la région Sud (Bavière, Bade du Nord, Bade du Sud, Wurtemberg).

D'autres groupes de projet et de travail se penchent sur les thèmes suivants :
- Football international,
- Chronique de la Coupe,
- Chronique de la Bundesliga,
- Histoire du football avant 1945.

Pour la réalisation du livre Deutscher Fußball Almanach, il existe un groupe de projet spécifique.
En règle générale, les groupes régionaux ou de travail sont encore plus subdivisés. Par exemple, dans le groupe régional Nord, il y a des responsables de groupes de travail pour les associations régionales ou de district. Dans les groupes régionaux/de travail, les données statistiques suivantes sont essentiellement recherchées, traitées, archivées et, le cas échéant, publiées sous forme de livres ou de livres électroniques :
- tous les résultats, les tableaux finaux, les classements des matchs et les matchs décisifs de toutes les ligues et compétitions de coupe de la zone de compétence pour les saisons en cours,
- tous les profils de joueurs (noms, dates de naissance, anciens clubs, statistiques d'apparitions/de buts de tous les joueurs), les compositions d'équipes, les buteurs, les spectateurs, les cartons et les arbitres de la Bundesliga jusqu'aux ligues inférieures (5e division) ainsi que,
- des évaluations intéressantes : tableaux éternels, listes éternelles de joueurs et de buteurs, évolution des spectateurs, séries de victoires ou de défaites, déroulement de la saison, etc.

Les intérêts des membres sont parfois très différents. Un petit groupe de travail s'occupe par exemple du « football avant 1945 ». Des livres ont été publiés sur le football en Silésie de 1900 à 1945 et sur le football en Allemagne de l'Ouest de 1902 à 1933. Il ne faut pas non plus oublier les Gauligen de 1933 à 1945.
De nombreux membres effectuent un travail d'archivage parfois très intensif. Ils « fouillent » dans les vieux journaux des différentes bibliothèques régionales, universitaires ou nationales. À l'aide de techniques modernes, d'innombrables informations sont numérisées, puis traitées et validées par des états-majors de membres intéressés, avant d'être versées dans les archives de la DSFS ou conservées en vue de la publication de livres.
Outre la documentation des résultats dans des livres, l'association publie 5 fois par an le Magazine DSFS pour ses membres. Il contient des rapports détaillés sur les activités de l'association (rapports du comité directeur, rapports des régions, critiques de livres, etc.) Avec l'annexe du magazine, chaque membre reçoit en outre les compilations de données statistiques les plus diverses. Ces données sont élaborées par les membres et présentées de manière attrayante. Elles sont souvent exceptionnelles et ne peuvent être obtenues nulle part ailleurs.

## Livres publiés

### Au niveau national
- Die Regionalligen 1994 bis 2000
- Deutschlands Fußball in Zahlen 2000 bis 2008
- Deutscher Fußball Almanach 2008 bis heute
- DFB-Pokal in drei Bänden 1952 bis 1974, 1974 bis 1991, 1991 bis 2018

### Dans le nord de l'Allemagne
- Nord-Almanach jährlich ab der Saison 1998 / 1999
- Fußball in Norddeutschland in zwei Bänden 1945 bis 1974 und 1974 bis 2004
- Fußball in Hamburg in vier Bänden 1945 bis 1963, 1963 bis 1984, 1984 bis 1994, 1994 bis 2004
- Fußball in Niedersachsen 1964 bis 1979
- Bezirksklassen in Niedersachsen 1964 bis 1979
- Amateur-Oberliga Nord in vier Bänden 1974 bis 1979, 1979 bis 1984, 1984 bis 1989,  1989 bis 1994
- Regionalliga Nord 1994 bis 2000
- Fußball im Bezirk Hannover 1979 bis 2006
- Fußball im Bezirk Weser-Ems 1979 bis 2006
- 70 Jahre Fußball im Kreis Stade 1946 bis 2016
- Fußball in Bremen und Bremerhaven in zwei Bänden 1945 bis 1985 und 1985 bis 2015
- Oberliga Nord 1947 bis 1956

### Dans le nord-est de l'Allemagne
- DDR-Chronik. DDR-Fußball in Daten, Fakten und Zahlen 1949 bis 1991 in neun Bänden inklusive der Ausgabe mit den Visitenkarten von Clubs und Gemeinschaften
- Nordost-Almanach ab der Saison 1995/1996
- Fußball im Bezirk Karl-Marx-Stadt 1952 bis 1990 in 4 Bänden
- Fußball im Bezirk Chemnitz 1990 bis 2010 in 4 Bänden
- Nordost-Journal 1991–1995
- Fußball in der Sowjetischen Besatzungszone und in Berlin 1945–1949

### Dans l'ouest de l'Allemagne
- Fußball in Westdeutschland 1902 bis 1933
- Fußball in Westdeutschland in vier Bänden 1945 bis 1952, 1952 bis 1958, 1958 bis 1963, 1963 bis 1966
- Fußball im Westen jährlich ab der Saison 2001/2002

### Dans le sud-ouest de l'Allemagne
- Südwest-Almanach jährlich ab der Saison 2003/2004
- Südwest-Chronik (Regionalverband) in drei Bänden 1963/1964 bis 1968/1969, 1969/1970 bis 1973/1974, 1993/1994 bis 2008/2009
- Saarland -Chronik 1963/1964 bis 1993/1994 und 1993/1994 – 2008/2009

### En Hesse
- Hessen-Almanach ab der Saison 2000/2001

### Dans le sud de l'Allemagne
- Süd-Almanach jährlich ab der Saison 2016/2017
- Bayern-Almanach jährlich ab der Saison 2002/2003
- Baden-Almanach jährlich ab der Saison 2001/2002 bis 2015/2016
- Württemberg-Buch jährlich ab der Saison 1995/1996 bis 2015/2016
- Fußball in Südbaden 1945 bis 2002
- Fußball im Bezirk Bodensee 1945 bis 2002
- Die 2. Amateurliga Württemberg 1950 bis 1978
- Fußball in Baden-Württemberg 1978 bis 1994 in 2 Bänden
- Fußball in Bayern 1945 bis 1955
- Fußball in Bayern 1955 bis 1963
- Regionalliga Bayern 2012 bis 2017
- 75 Spielzeiten der Bayernliga 1945 bis 2021
- Landesliga Bayern 1945 bis 2002
- Landesliga Bayern 1963 bis 2012
- Bayernliga 1994 bis 2002
- Bezirksoberligen Bayern 1988 bis 2003

### Sur le football international
- Europa-Fußball-Almanach ab der Saison 2008/2009
- Intertoto-Runden 1961 bis 2005
- Japan Almanach diveres Ausgaben
- 60 Jahre Fußball-Europameisterschaft 1960 bis 2021
- Qualifikation zur Fußball-Weltmeisterschaft 1930 bis 2018
- Benelux-Chronik 1950 bis 2020

### Sur l'histoire du football avant 1945
- Jahrbücher ab der Saison 1921/1922 bis 1933 in 6 Bänden
- Die Gauligen ab der Saison 1933/1934 bis 1944/1945
- Fußball in Schlesien 1900 bis 1945 in 2 Bänden
- Fußball im Baltischen Sportverband in zwei Bänden 1903 bis 1933 und 1933 bis 1945
- Fußball in Westdeutschland 1902 bis 1933
- Fußball im Süddeutschen Fußballverband in drei Bänden 1898 bis 1919, 1919 bis 1924, 1924 bis 1929